# Ouled Hbaba
Ouled Hbaba est une ville de la Wilaya de Skikda située dans la frontière entre cette dernière et la Wilaya de Constantine.